# Liste der Rheininseln
Die Rheininseln werden je nach geografischer Lage oder Sprachgebrauch als Wörth, Werth (mittelhochdeutsch für Insel), Aue oder einfach als Insel bezeichnet. Einige der in der Liste aufgeführten Inseln sind, bedingt durch Strombaumaßnahmen, keine Inseln im wörtlichen Sinne mehr, werden aber immer noch so bezeichnet (mit „X“ markiert). In den meisten von der Rheinschifffahrt nicht mehr befahrbaren Stromarmen sind Marinas entstanden. Diese Liste erhebt keinen Anspruch auf Vollständigkeit; Kilometerangaben sind nicht exakt. Die im Ober- und Niederrhein im Zuge der Rheinbegradigung entstandenen umflossenen Gebiete sind keine Inseln im Sinne des Wortes, d. h., sie liegen nicht im Rhein, sondern im Uferbereich. Die Angaben bezüglich Länge und Breite der Inseln sind nur Annäherungswerte, je nach Wasserstand und zusätzlicher Längswerke, Stauwehre, Schleusen oder Kribben ergeben sich andere Werte.
Da der Alpenrhein durch den Bodensee „fließt“ und mit dem Seerhein in den Untersee übergeht, werden die Inseln oberhalb des Hochrheins zu den Inseln im Bodensee gezählt. Die Insel Werd bei Stein am Rhein ist die letzte Bodenseeinsel vor dem Abfluss in den Hochrhein, und die Insel Wörth im Rheinfallbecken mit dem gleichnamigen Schlösschen ist die erste Rheininsel des Hochrheins flussabwärts in Richtung Basel.
Offizieller Rheinkilometer „Null“ ist in Konstanz.
Neben den Inseln gibt es namentlich am Mittelrhein noch namhafte Untiefen des Rheins.

## Inseln im Hochrhein

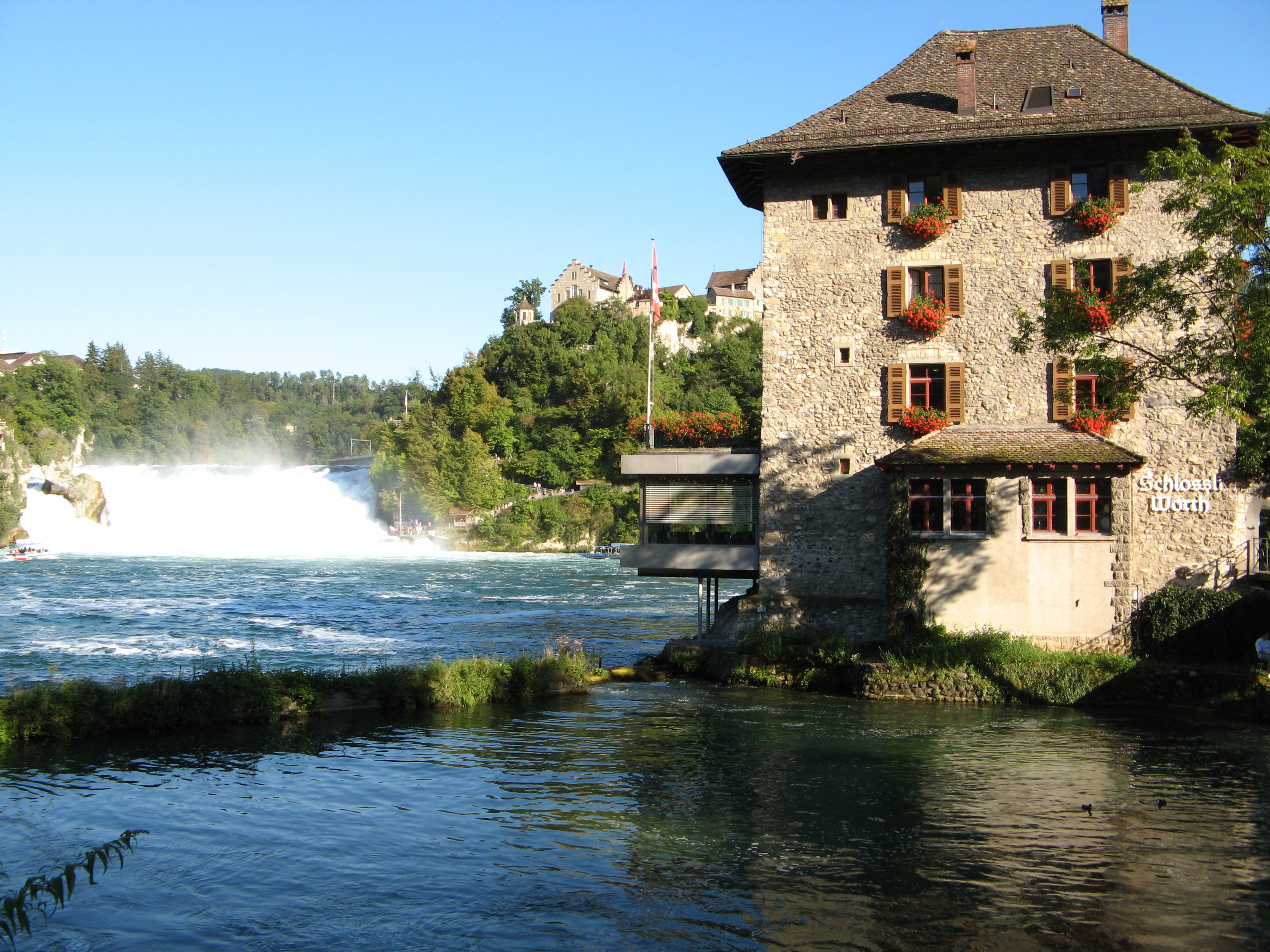
Schlösschen Wörth (Rheinfall)
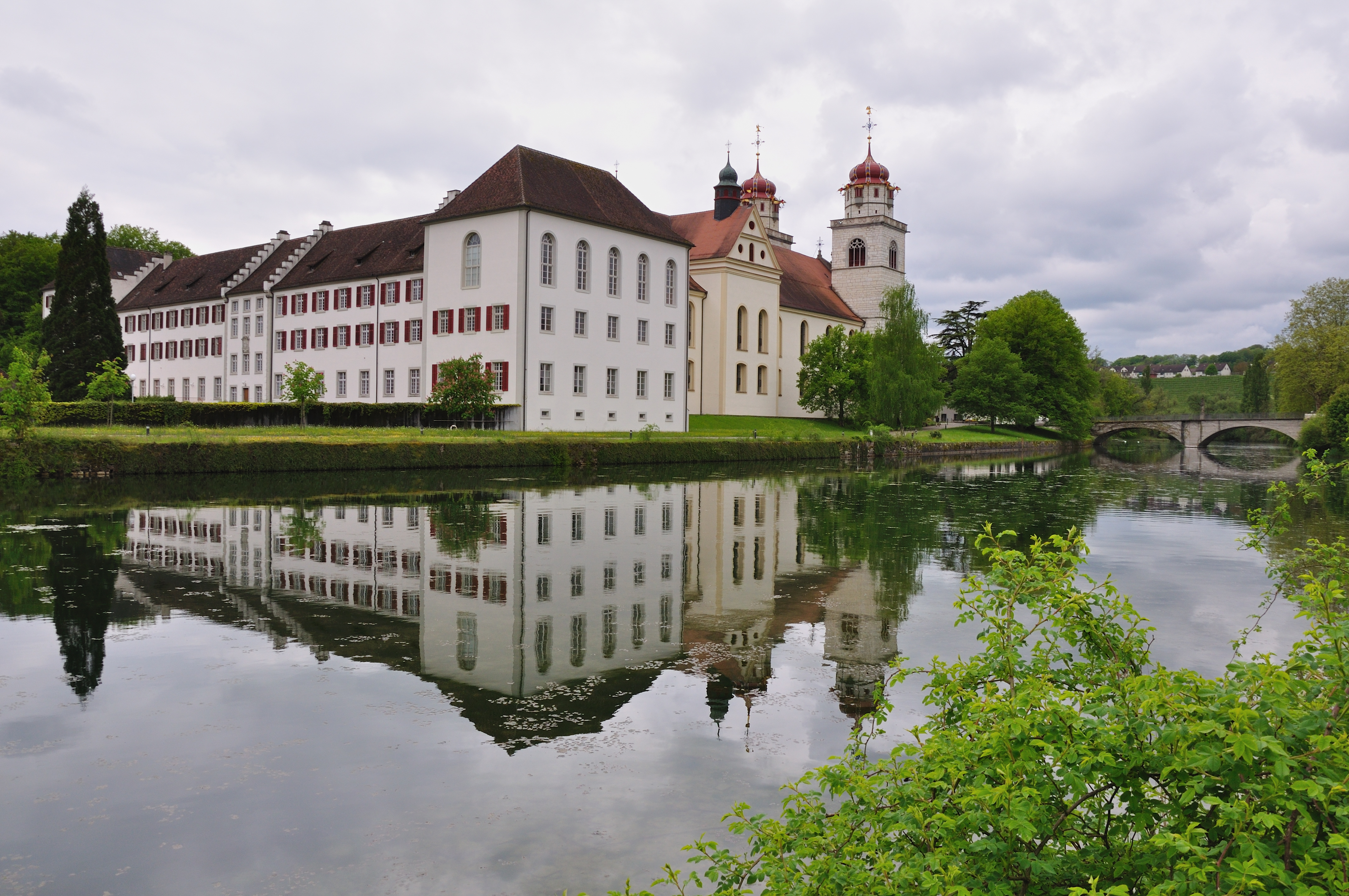
Rheinau
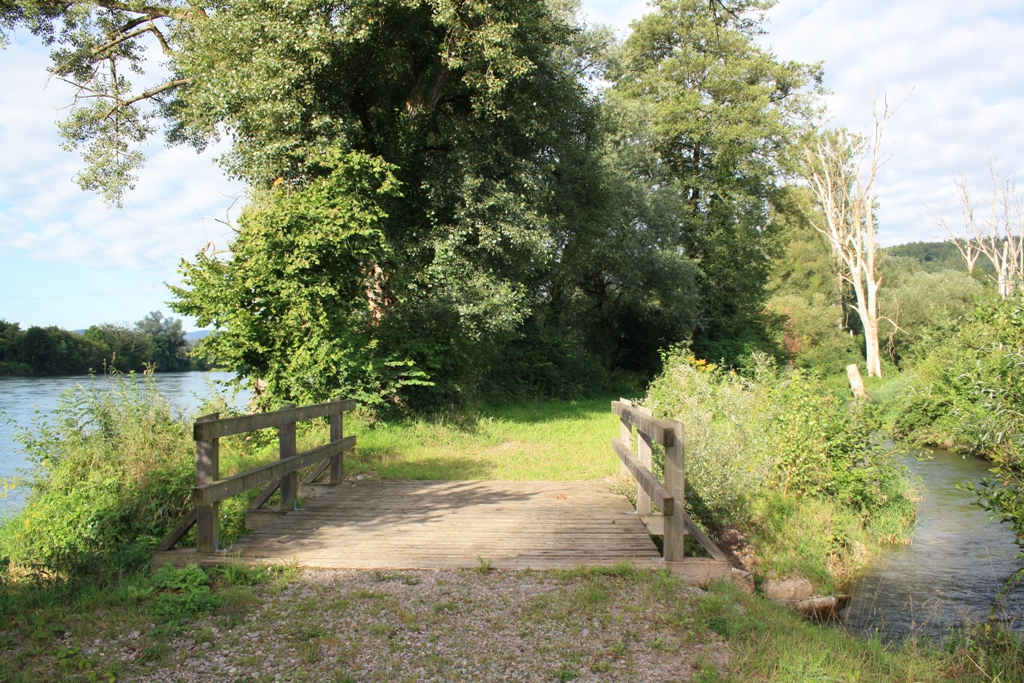
Brücke auf's „Judenäule“ bei Waldshut
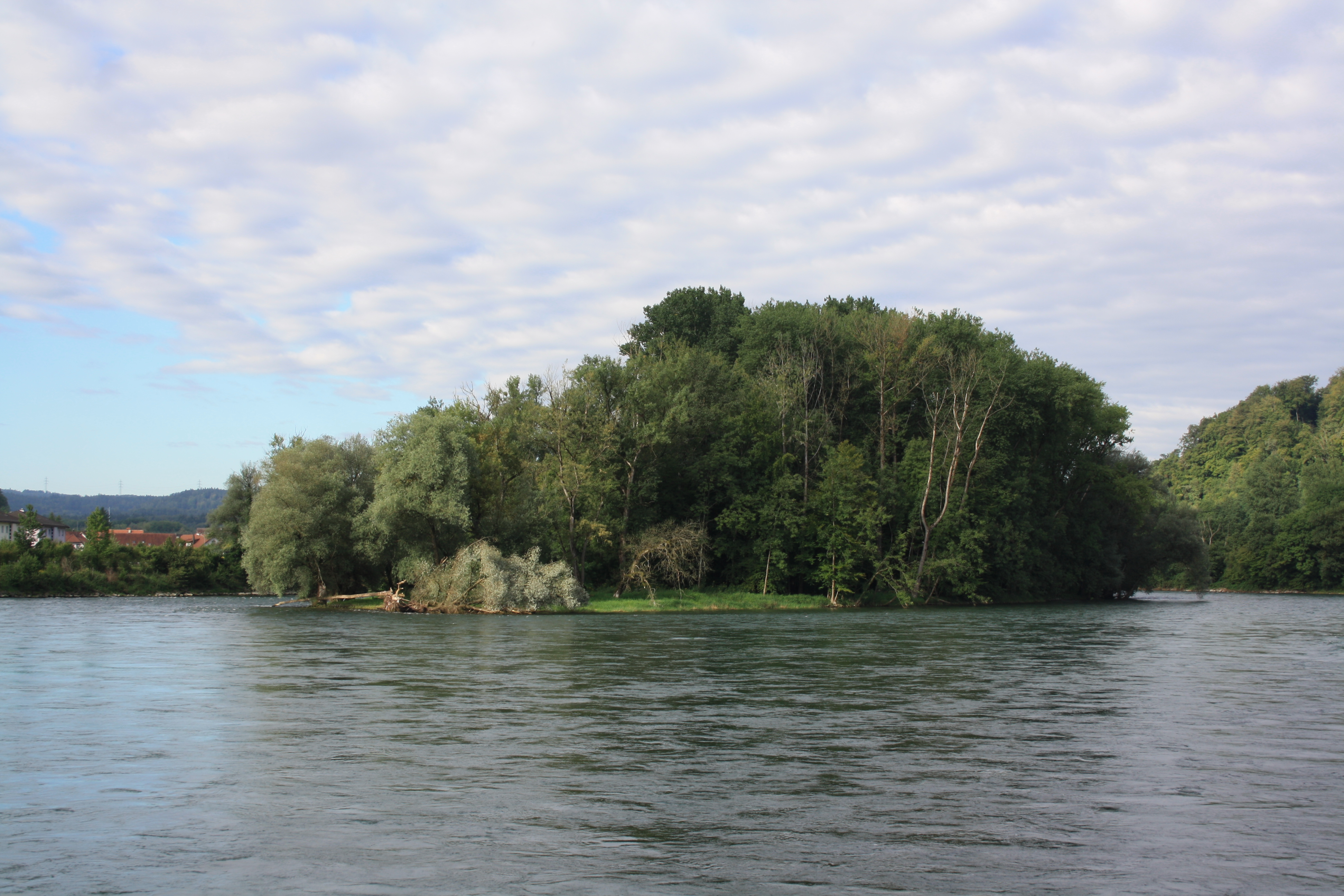
Insel Grien bei Koblenz AG (CH)
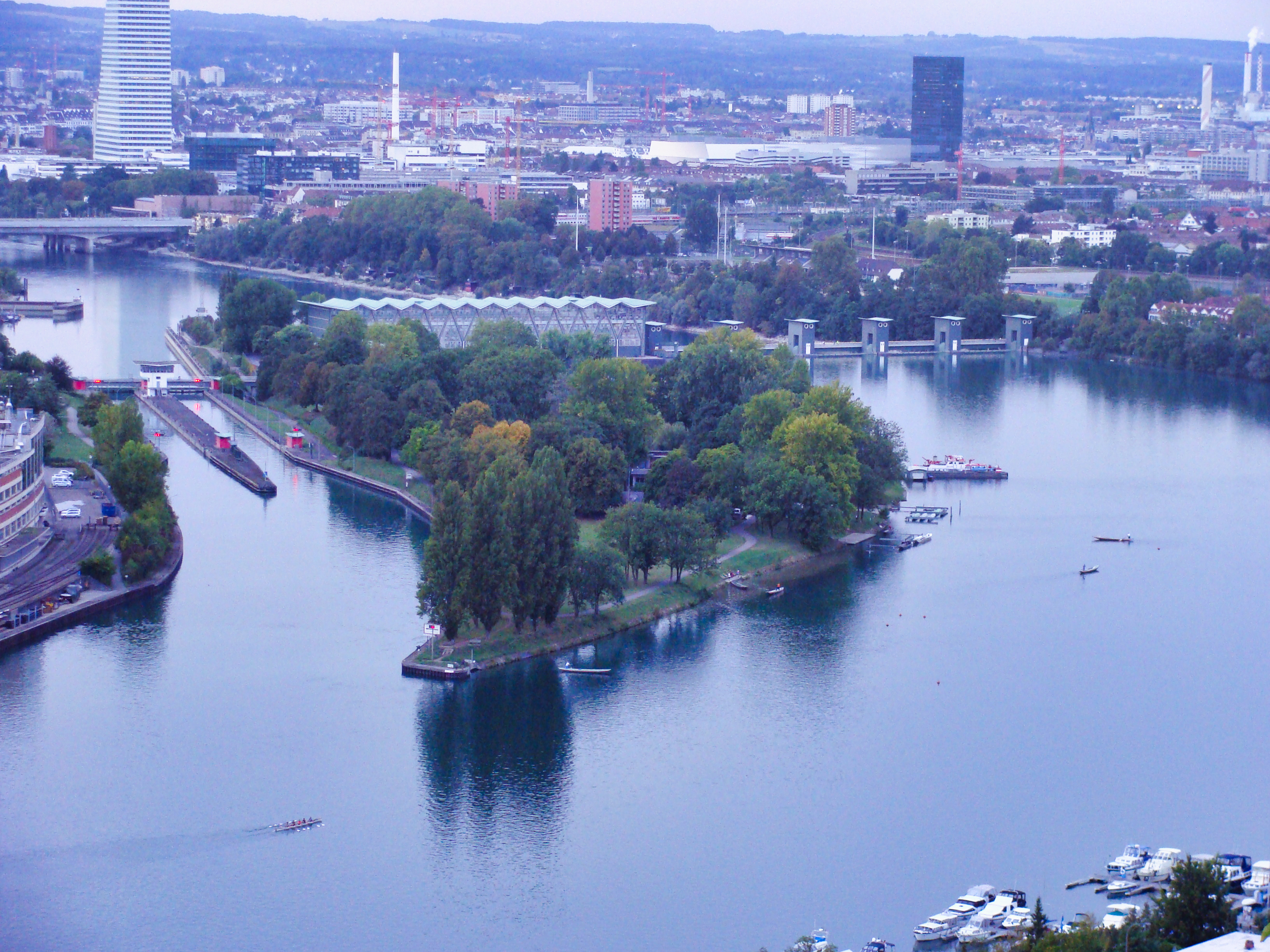
Kraftwerksinsel bei Basel (CH)

| Name | Rhein-km   | Rheinseite | Uferverbindung | Fläche |
| --- | ---------- | ---------- | --- | ------ |
| Schlösschen Wörth | km 48      | l          | Brücke |        |
| Rheinau | km 55      | l          | Brücke |        |
| Obere Insel (bei Rüdlingen) | km 65      | r          | Öffentlich zugänglicher Fußgängersteg                                                                                                 |        |
| Untere Insel (bei Rüdlingen) | km 66      | r          | Gesperrter Fußgängersteg (Naturschutzgebiet)                                                                                          |        |
| Schwarzwasserstelz (bei Kaiserstuhl AG), ehemals Standort der Burg Schwarzwasserstelz                                                      | km 85      | r          | |        |
| Insel bei Rheinheim | km 94      | r          | |        |
| Insel bei Rietheim AG | km 97–99   | l          | |        |
| Insel bei Ettikon | km 98      | r          | |        |
| Judenäule | km 101     | r          | Fußgängerbrücke von Osten | 1,1 ha |
| Grien (Mühlegrien) | km 101     | l          | x | 1,8 ha |
| Nachtigalleninsel | km110      | l          | |        |
| Albbrucker Rheininsel, künstliche Insel zwischen dem aus dem Rhein ausgeleiteten Werkskanal der ehemaligen Papierfabrik Albbruck und Rhein | km 109–113 | m          | Fußübergang auf dem Wehr des Kraftwerk Albbruck-Dogern (Osten) und Rheinbrücke Albbruck–Schwaderloch (Westen)                         |        |
| Fridolininsel | km 130     | m          | x |        |
| Burg Stein (Rheinfelden) | km 149     | l          | Fußgängerbrücke von Süden |        |
| Kraftwerkinsel Birsfelden |            | m          | Der Fuss- und Veloweg über das Wehr und über die Schleusen des Kraftwerkes ist die oberste Brücke bzw. Rheinübergang der Stadt Basel. |        |

## Inseln im Oberrhein

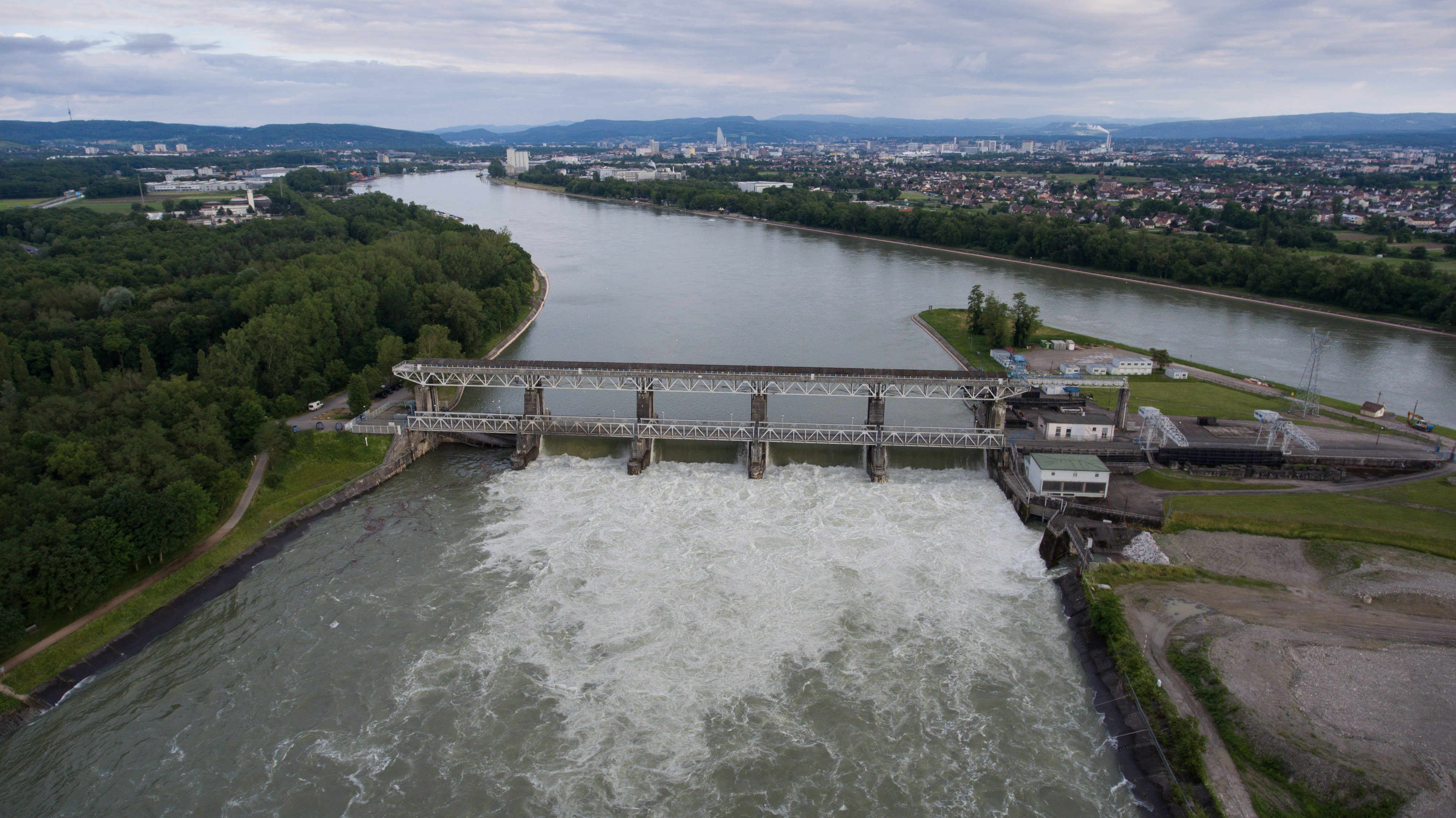
Luftaufnahme Stauwehr Märkt (von Norden), Abschlag des südbadischen Altrheins vom Rheinseitenkanal, in der Mitte Südspitze der Île de Rhin
Karte um 1850: Die Ingelheimer Aue erscheint noch als Insel
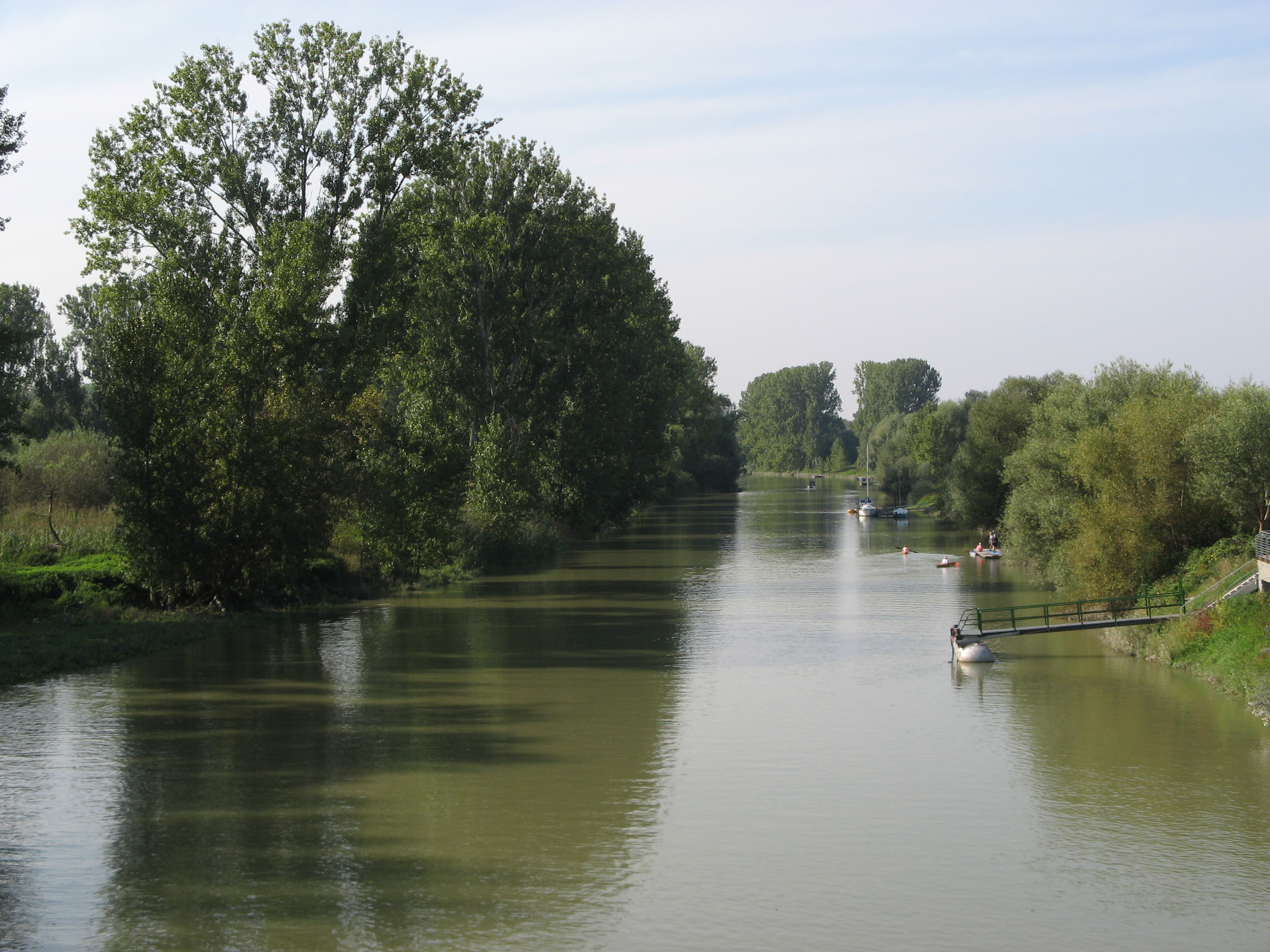
Kühkopf-Stockstädter Altrhein
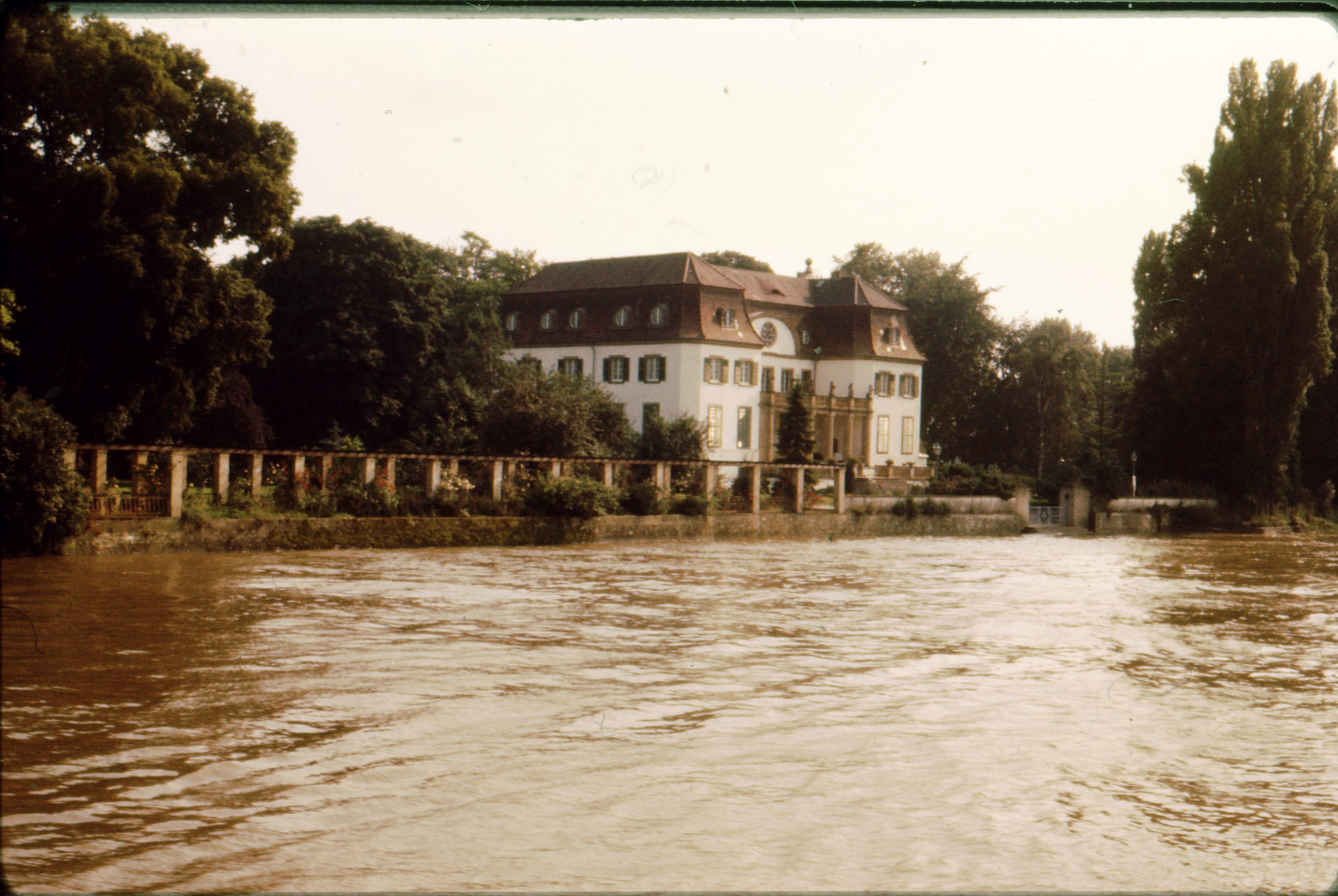
Herrenhaus auf der Königsklinger Aue
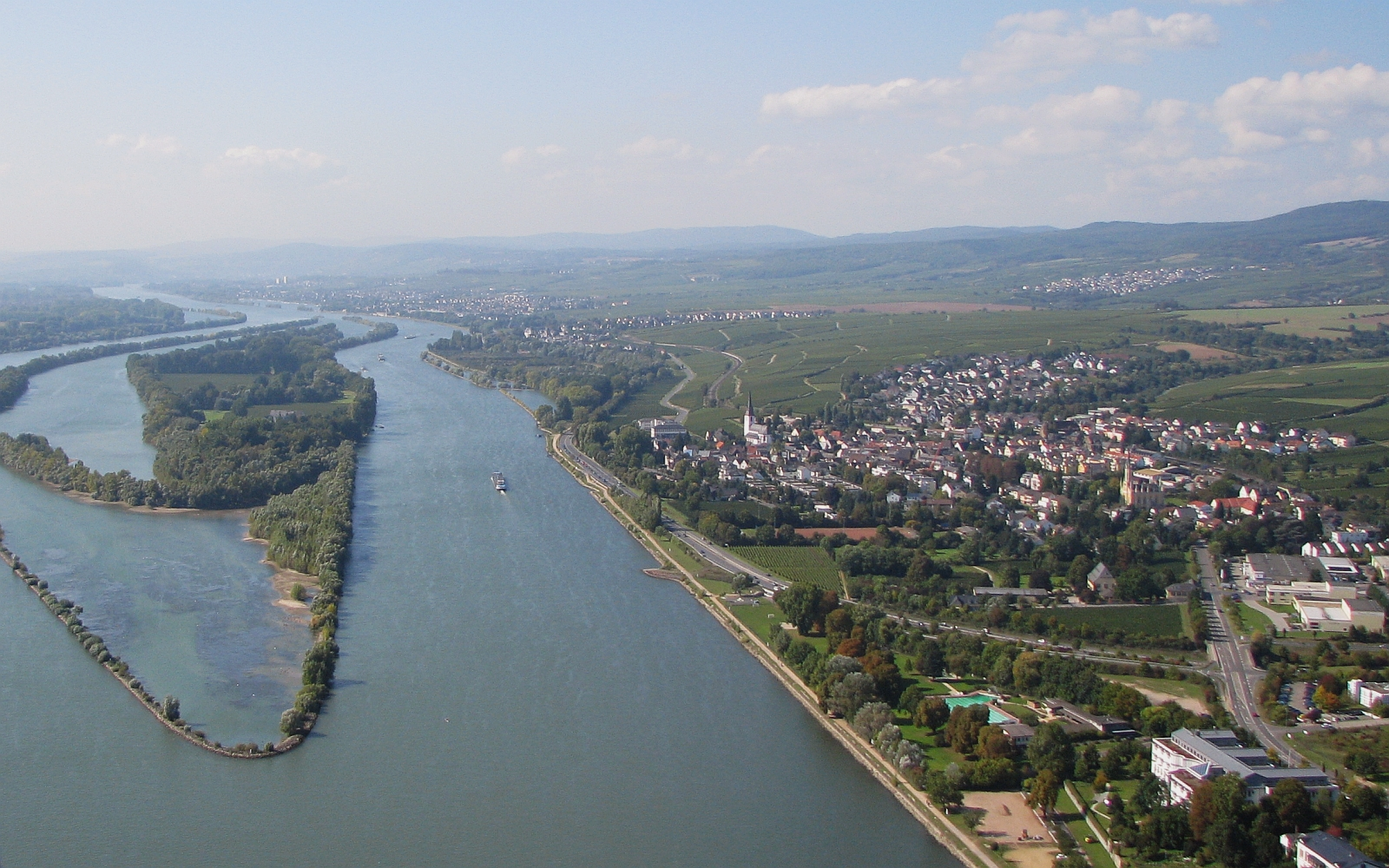
Rheininsel Mariannenaue gegenüber Erbach (Rheingau)
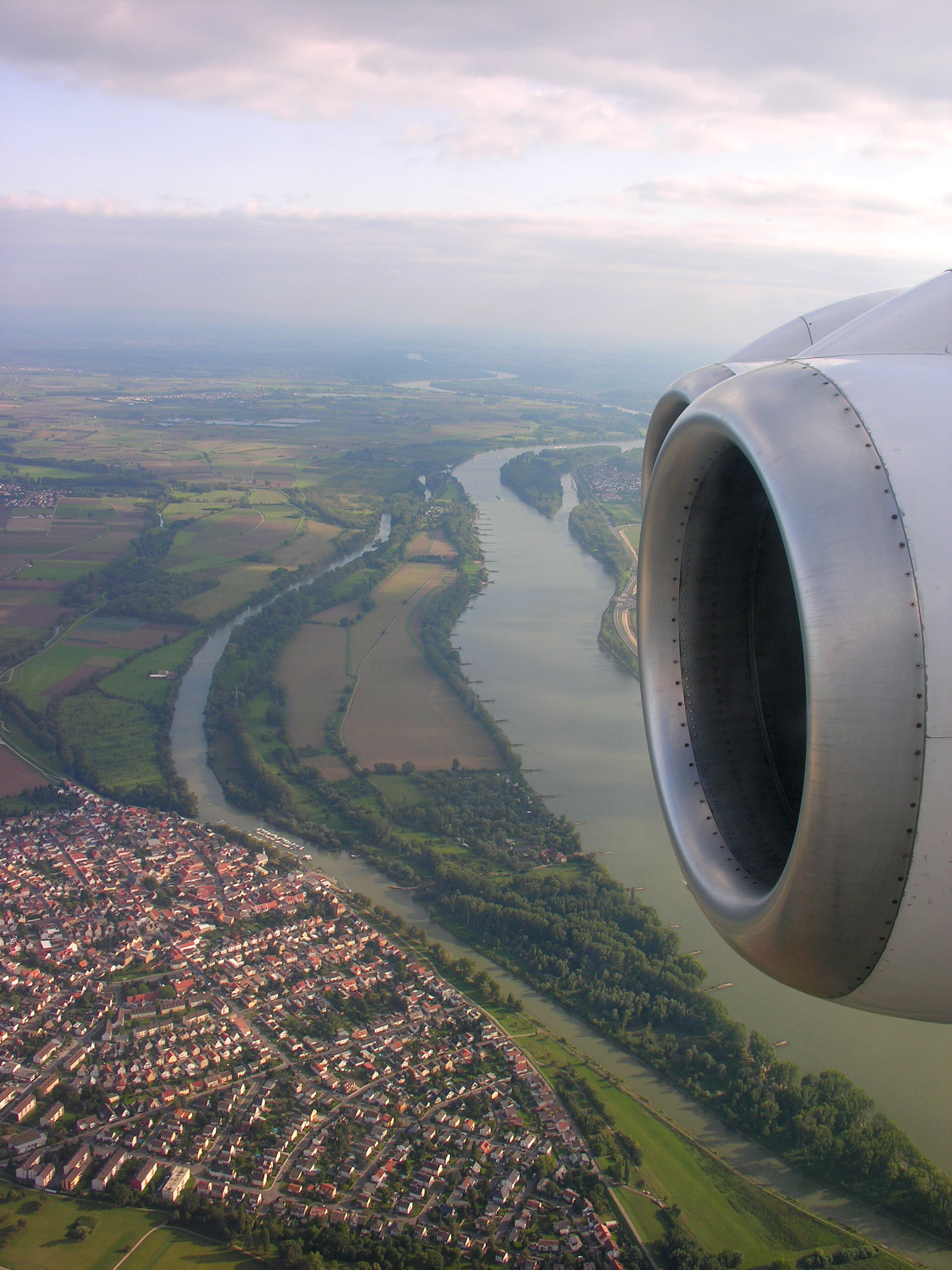
Nonnenau-Langenau (von Norden)

| Name                                                                                        | Rhein-km         | Rheinseite | Uferverbindung | Fläche                     |
| ------------------------------------------------------------------------------------------- | ---------------- | ---------- | --- | -------------------------- |
| Tomateninseln bei Au am Rhein                                                               | km 349,5         | r          | |                            |
| Rappenwört bei Daxlanden                                                                    | km 355,7         | r          | Straßenbrücke Altrheinbrücke, Rheindeich | 137 ha                     |
| Rott (bei Hochstetten)                                                                      | ca. km 377       | r          | Brücke |                            |
| Grün (unterh. Germersheim)                                                                  | km 386,6         | l          | x | 240 ha                     |
| Rheinschanzinsel mit Kernkraftwerk Philippsburg                                             | km 389,2–391,7   | r          | x | 440 ha                     |
| Insel Korsika                                                                               | km 391,7         | r          | x | 20 ha                      |
| Flotzgrün                                                                                   | km 392           | l          | x |                            |
| Kollerinsel (Halbinsel)                                                                     | km 409           | l          | x |                            |
| Friesenheimer Insel (in Mannheim)                                                           | km 428,5–431,35  | r          | x |                            |
| Maulbeeraue                                                                                 | km 443,8–449,1   | r          | Wormser Eisenbahnbrücke über Rhein und Altrhein, Straßenbrücke Rosengarten über den Altrhein (Küblingersdamm, Lampertheim), Straßenbrücke Nordheim über den Altrhein (Altrheinstraße, Biblis) | 5,25 km × 1,1 km (319 ha)  |
| Ibersheimer Wörth (in Worms-Ibersheim)                                                      | km 454–459,5     | l          | x |                            |
| Kühkopf mit Reichertsinsel, Kleiner Kühkopf und Krönkesinsel                                | km 468,35–473,4  | r          | Straßenbrücke Stockstadt und Fußgängerbrücke Erfelden über den Stockstadt-Erfelder Altrhein, Fähre Guntersblum über den Hauptstrom                                                            | 5,0 km × 5,85 km (1700 ha) |
| Schusterwörth                                                                               | km 479           | r          | x |                            |
| Nackenheimer Werth, Sändchen und Kisselwörth, dazwischen Nachengasse                        | km 489           | l          | | 3,25 × 0,30 km             |
| Nonnenau-Langenau (am Ginsheimer Altrhein)                                                  | km 487,0–492,3   | r          | Damm und Altrheinfähre | 5,2 × 0,58 km (193 ha)     |
| Rabenwörth                                                                                  | km 493           | r          | x |                            |
| Bleiaue (gegenüber Mainz-Weisenau)                                                          | km 493,95–495,85 | r          | Brücke |                            |
| Maaraue am Floßhafen (Mainz-Kostheim)                                                       | km 496,65–498,0  | r          | Anlandung mit Straßenbrücke am Mainufer, Fußgängerbrücke | 1,83 × 0,61 km (64 ha)     |
| Petersaue                                                                                   | km 499,0–501,9   | r          | Privatbrücke vom Industriepark Kalle-Albert, Eisenbahnbrücke mit Treppenabgang | 2,98 × 0,27 km (50 ha)     |
| Ingelheimer Aue (frühere Insel zwischen Wachsbleicharm und Industriehafen (Mainz-Neustadt)) | km 500,0–503,2   | l          | hochwassersichere Aufschüttung | 3,2 × 0,4 (100 ha?)        |
| Rettbergsaue                                                                                | km 501,05–505,30 | m          | Autobahnbrücke mit Treppenabgang, Personenfähre von Biebrich und Schierstein | 3,10 × 0,40 km (68 ha)     |
| Haderaue (frühere Insel, zu Budenheim)                                                      | km 507,5–509,8   | l          | | 2,3 × 0,39 (ca. 46 ha)     |
| Königsklinger Aue                                                                           | km 510,0–512,1   | l          | | 2,15 × 0,515 km (80 ha)    |
| Mariannenaue                                                                                | km 512,9–516,2   | m          | Privatfähre Schloss Reinhartshausen | 3,30 × 0,30 km (68,5 ha)   |
| Winkeler Aue                                                                                | km ca. 520       | r          | | 0,65 × 0,15 km (10,4 ha)   |
| Fulderaue                                                                                   | km 520,8–522,4   | l          | | 2,00 × 0,29 km (34 ha)     |
| Schönborn’sche Aue                                                                          | km 521–523       | r          | zwei Brücken | 4,6 ha                     |
| Ilmenaue                                                                                    | km 524,0–524,7   | l          | | 0,75 × 0,14 km (4,6 ha)    |
| Rüdesheimer Aue                                                                             | km 524,8–527,3   | m          | | 0,9 × 0,15 km (29 ha)      |
| Krausaue (Untiefe)                                                                          | km 527,5 – 528,5 | r          | | ?                          |

## Inseln im Mittelrhein

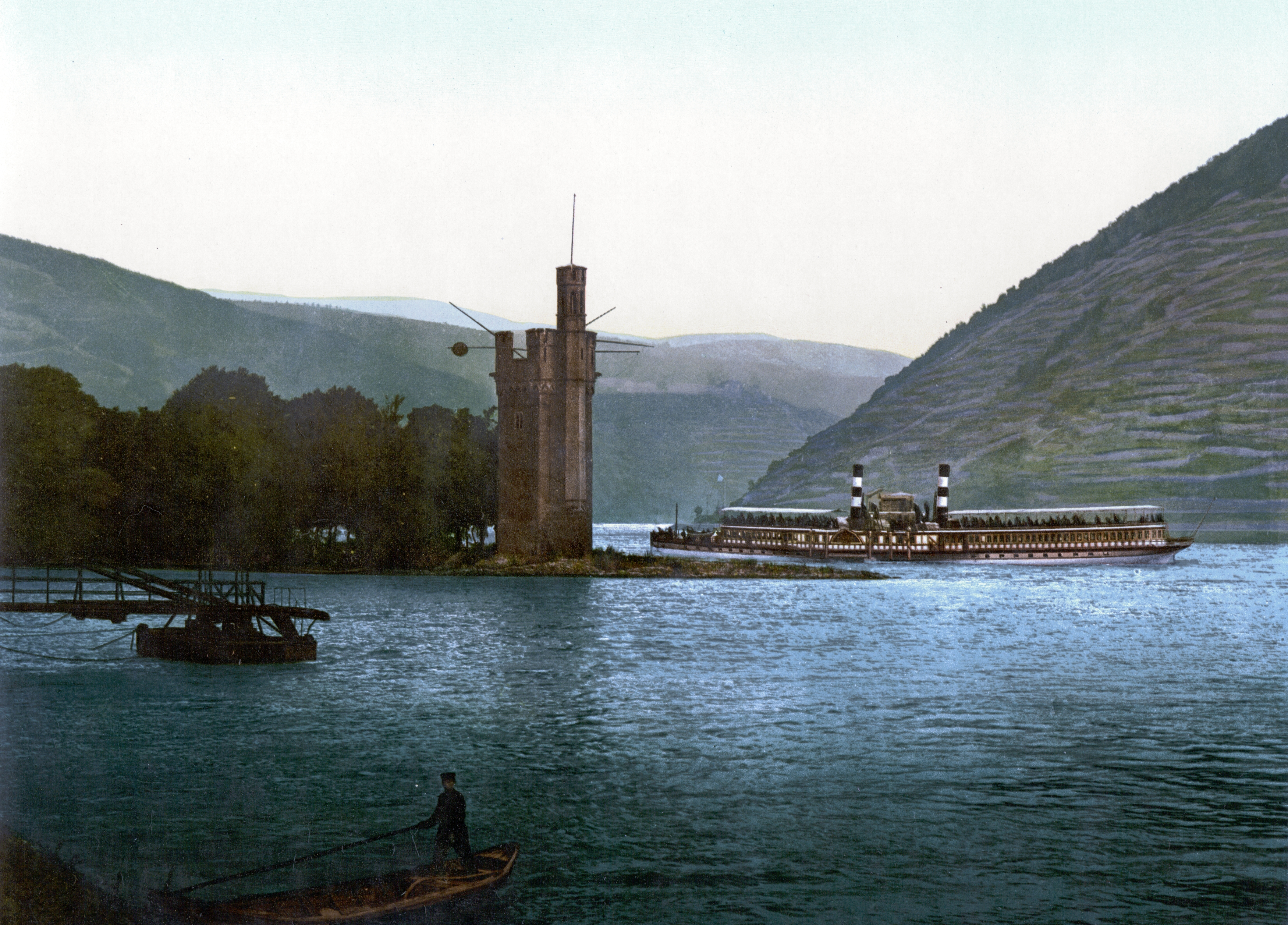
Binger Mäuseturm um 1900
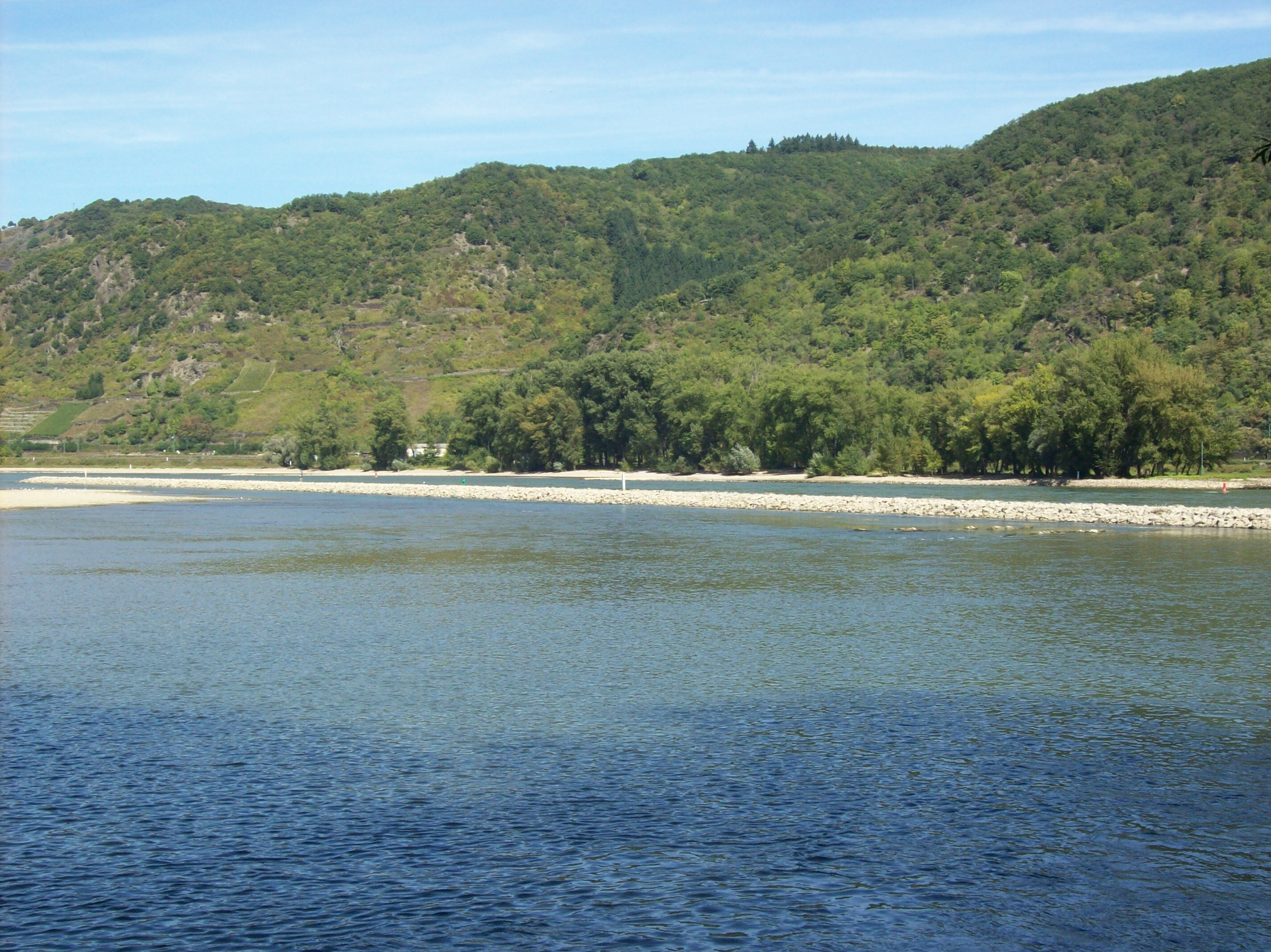
Kauber Werth
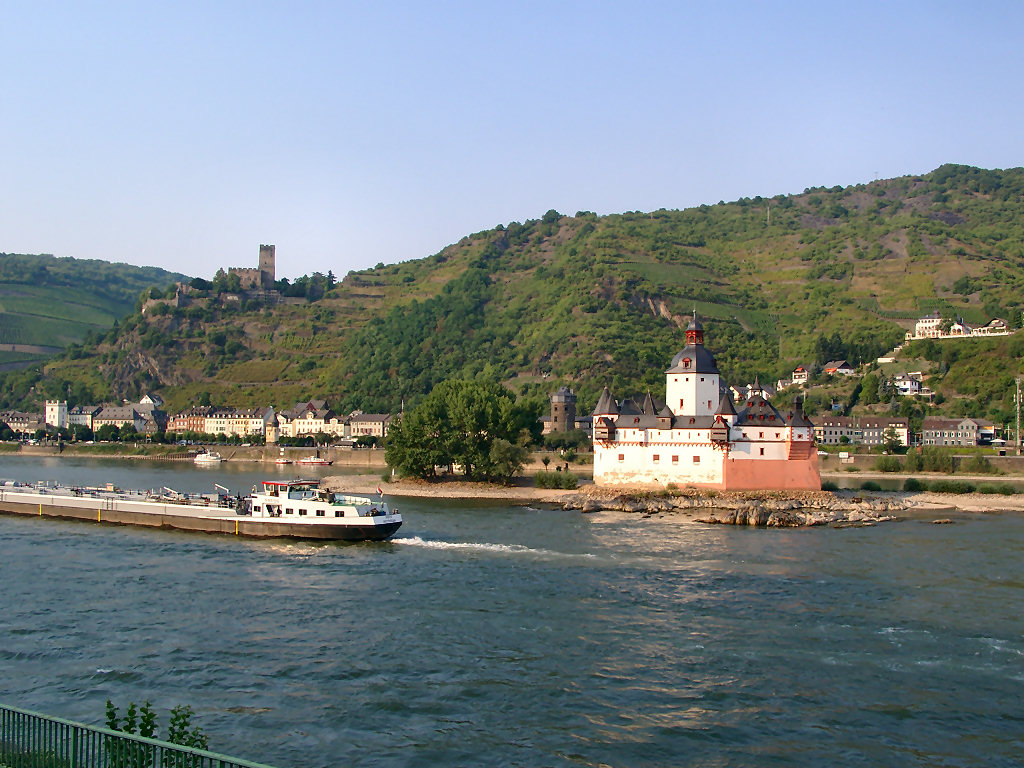
Felseninsel Falkenau mit Burg Pfalzgrafenstein, verbunden mit dem Kauber Werth
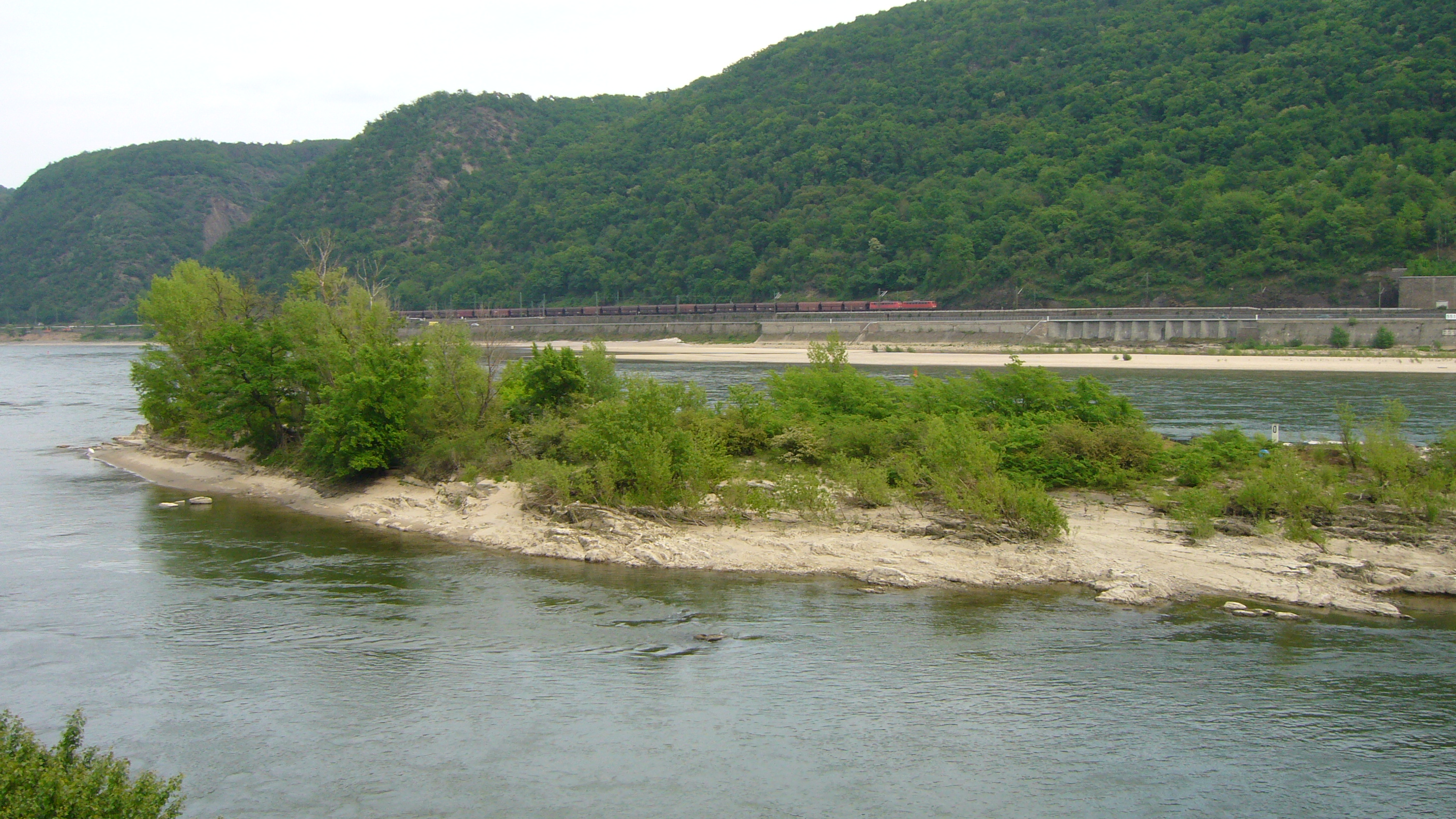
Tauber Werth bei Oberwesel
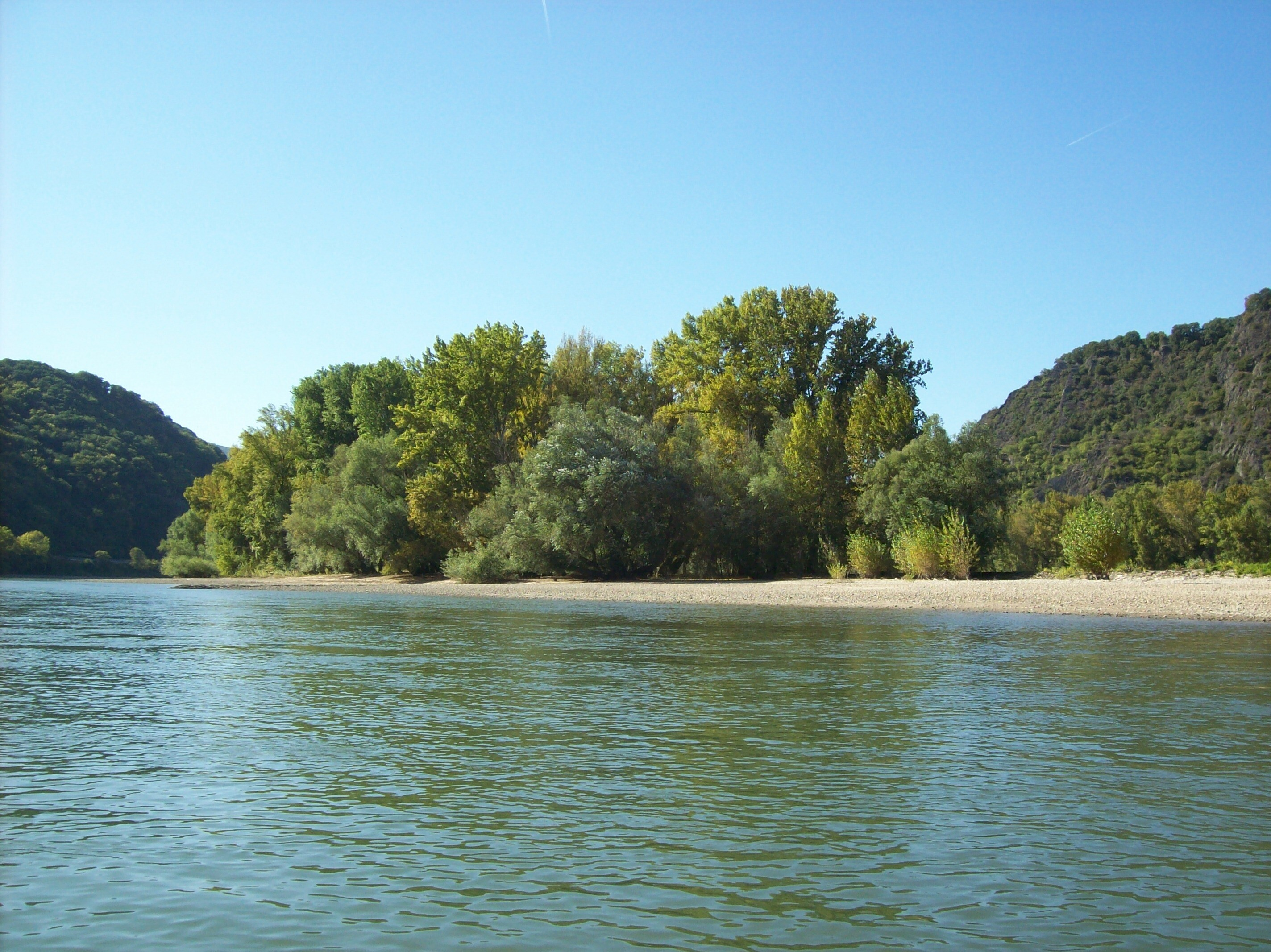
Ehrenthaler Werth
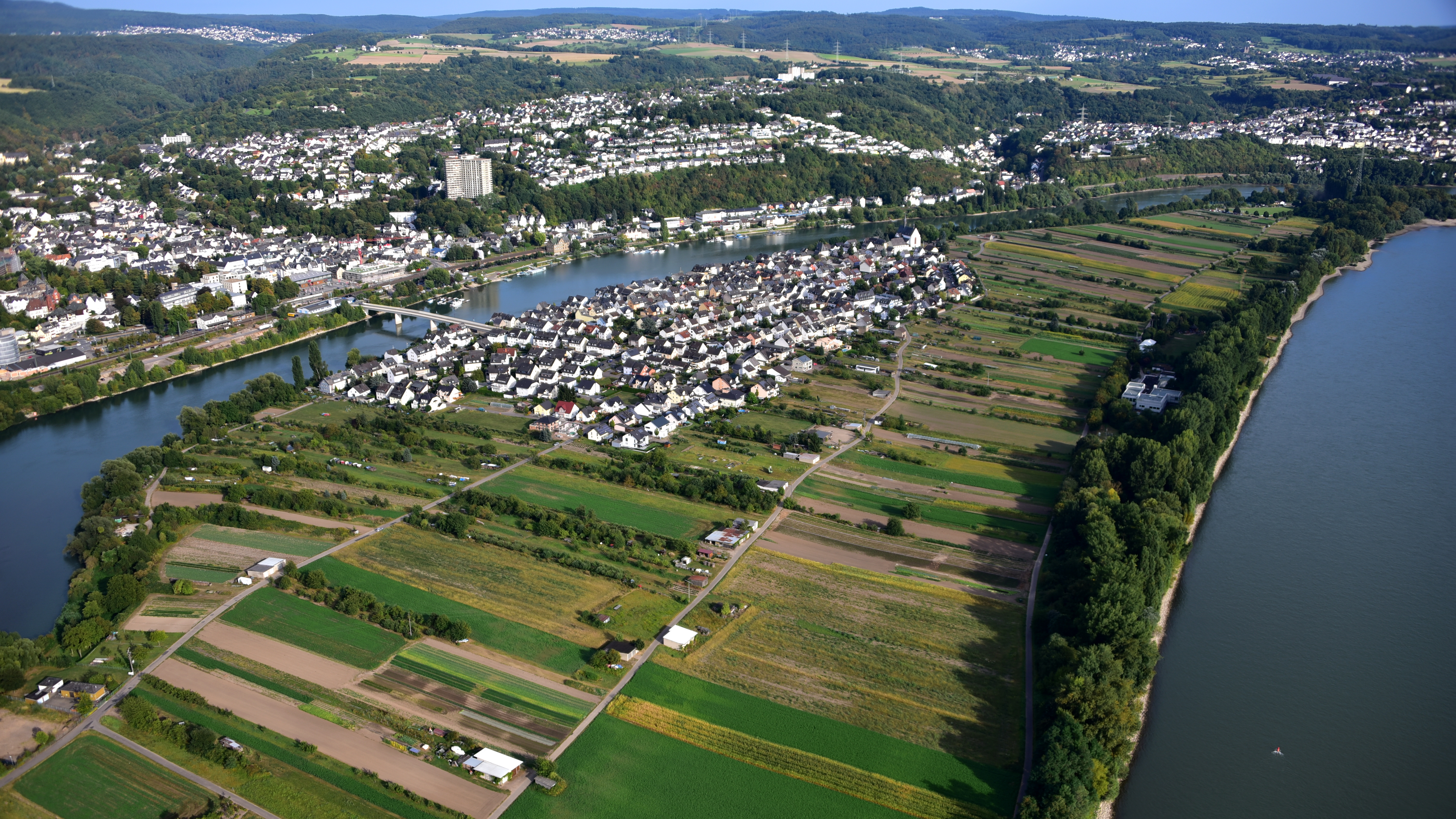
Insel und Gemeinde Niederwerth, links im Bild die Brücke nach Vallendar
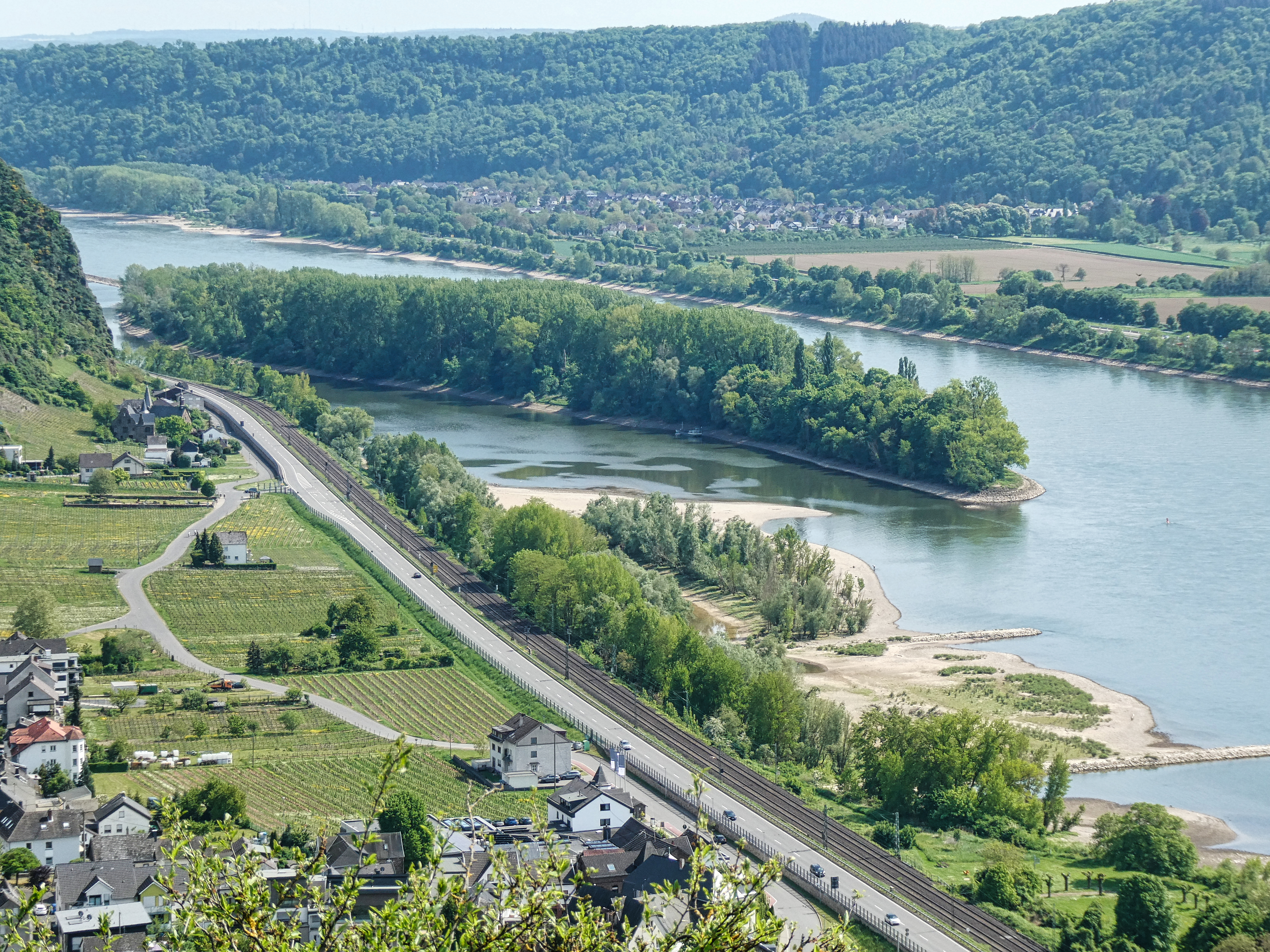
Hammersteiner Werth
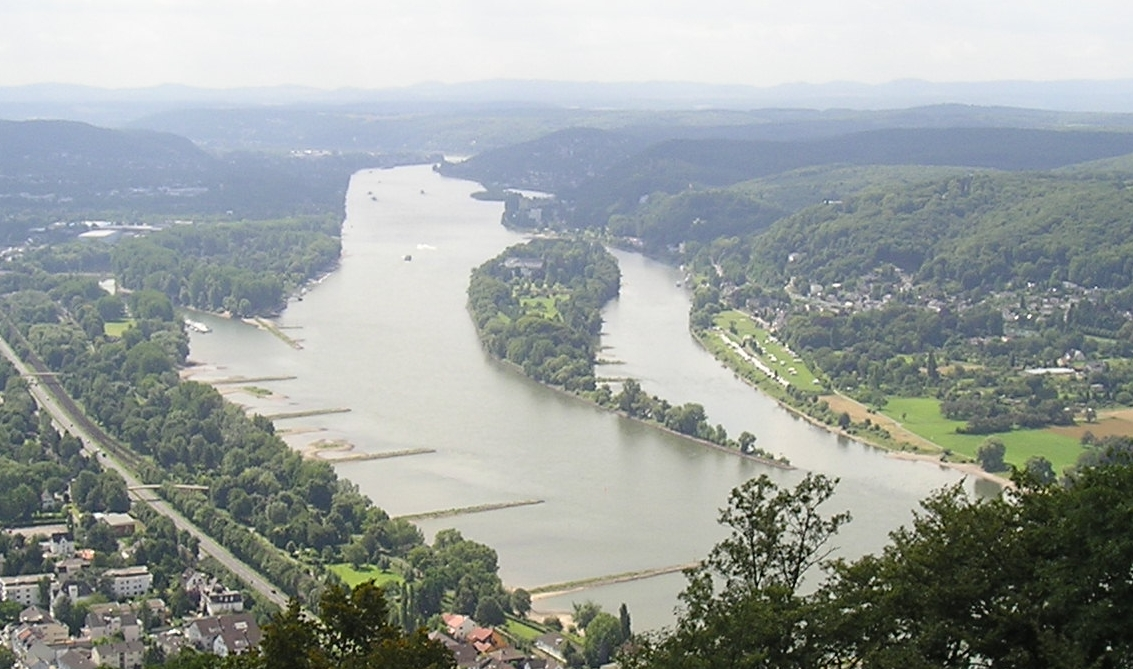
Insel(n) Nonnenwerth (und Grafenwerth, links) vom Drachenfels aus gesehen

| Name                                                  | Rhein-km         | Rheinseite | Uferverbindung          | Fläche         |
| ----------------------------------------------------- | ---------------- | ---------- | ----------------------- | -------------- |
| Mäuseturminsel                                        | km 530,1–530,4   | l          |                         | 0,25 × 0,05 km |
| Lorcher Werth                                         | km 537,9–539,7   | r          |                         | 1,80 × 0,19 km |
| Bacharacher Werth                                     | km 543,5–544,2   | l          |                         | 0,71 × 0,16 km |
| Kauber Werth verbunden mit der Insel Falkenau         | km 544,55–545,15 | r          |                         | 1,6 × 0,10 km  |
| Tauber Werth (unterhalb Oberwesel)                    | km 550,9–551,2   |            |                         | 0,2 × 0,06 km  |
| Ehrenthaler Werth (unterhalb St. Goar-Fellen)         | km 560,25–560,95 | l          |                         | 0,81 × 0,09 km |
| Oberwerth (Koblenz)                                   | km 590           | l          | x                       |                |
| Niederwerth (einzige Flussinselgemeinde Deutschlands) | km 594,5–597,8   | r          | Brücke zum rechten Ufer | 3,70 × 0,62 km |
| Graswerth                                             | km 595,5–598,7   | r          |                         | 2,60 × 0,22 km |
| Urmitzer Werth                                        | km 602,6–603,7   | r          |                         | 1,10 × 0,16 km |
| Weißenthurmer Werth                                   | km 606,2–608,1   | m          |                         | 1,9 × 0,27 km  |
| Namedyer Werth (mit Geysir Andernach)                 | km 614–616,6     | l          | x                       | 2,6 × 0,08 km  |
| Hammersteiner Werth                                   | km 616,8–618,2   | r          | x                       | 1,34 × 0,16 km |
| Nonnenwerth                                           | km 640,5–642,5   | l          |                         | 1,96 × 0,20 km |
| Grafenwerth                                           | km 640,5–641,8   | r          | x                       | 1,20 × 0,26 km |

## Inseln im Niederrhein

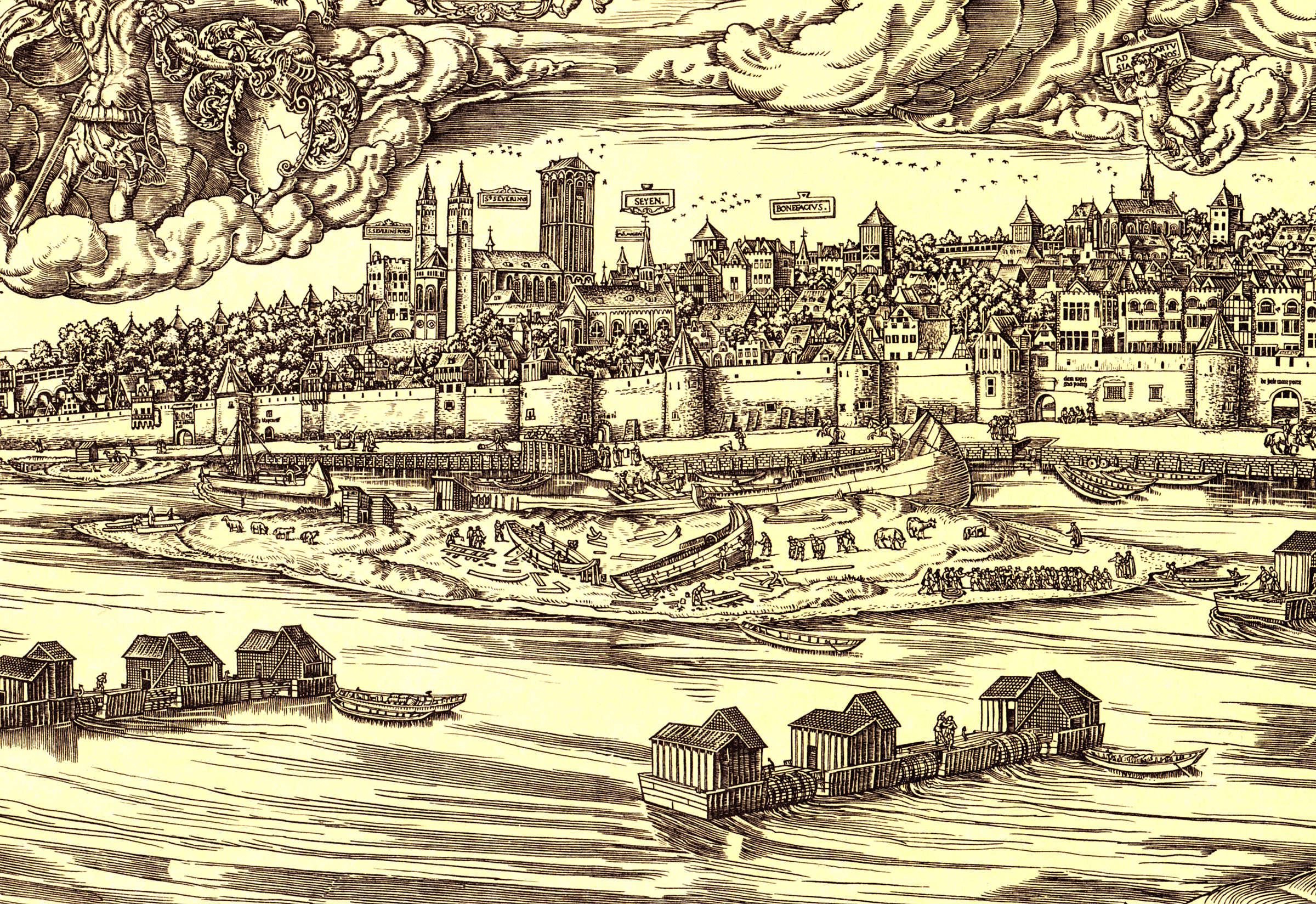
Das Kölner Werthchen aus: Große Ansicht von Köln 1531 von Anton Woensam
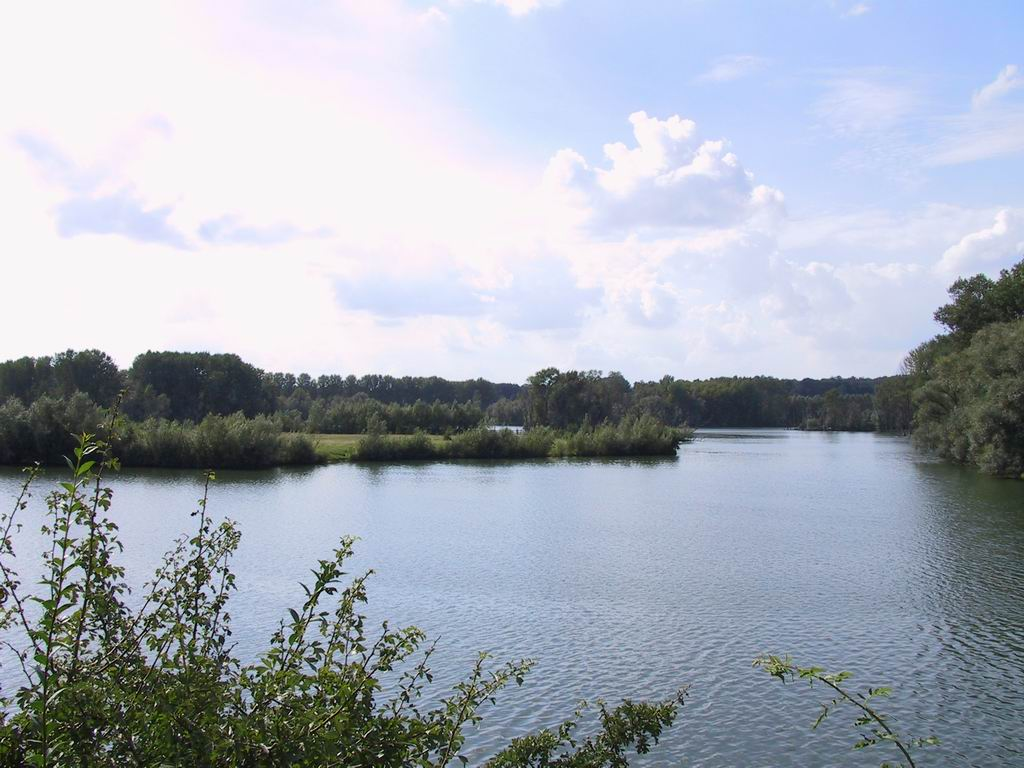
Bislicher Insel mit altem Rheinarm

| Name                                 | Rhein-km         | Rheinseite | Uferverbindung | Fläche        |
| ------------------------------------ | ---------------- | ---------- | -------------- | ------------- |
| Herseler Werth                       | km 660,84–662,43 | l          |                | 1,8 × 0,16 km |
| Werthchen, Köln                      | km 687,5         | l          | x              |               |
| Ölgangsinsel, Neuss                  | km 738,5–740     | l          | x              |               |
| Kaiserswerth (Stadtteil Düsseldorfs) | km 755           | r          | x              |               |
| Budberger Insel                      | km 767–768,3     | l          | x              |               |
| Graf(v)Insel (Campingplatz)          | km 817           | r          | x              |               |
| Bislicher Insel                      | km 823           | l          | x              |               |
| Reesereyland                         | km 834–36        | r          | x              |               |
| Dornick Grieth                       | km 847           | r          | x              |               |
| Emmericher Eyland Kalkar             | km 850           | l          | x              |               |

Insel Groov, bei Köln-Porz-Zündorf, km 677 

## Ehemalige Rheininseln

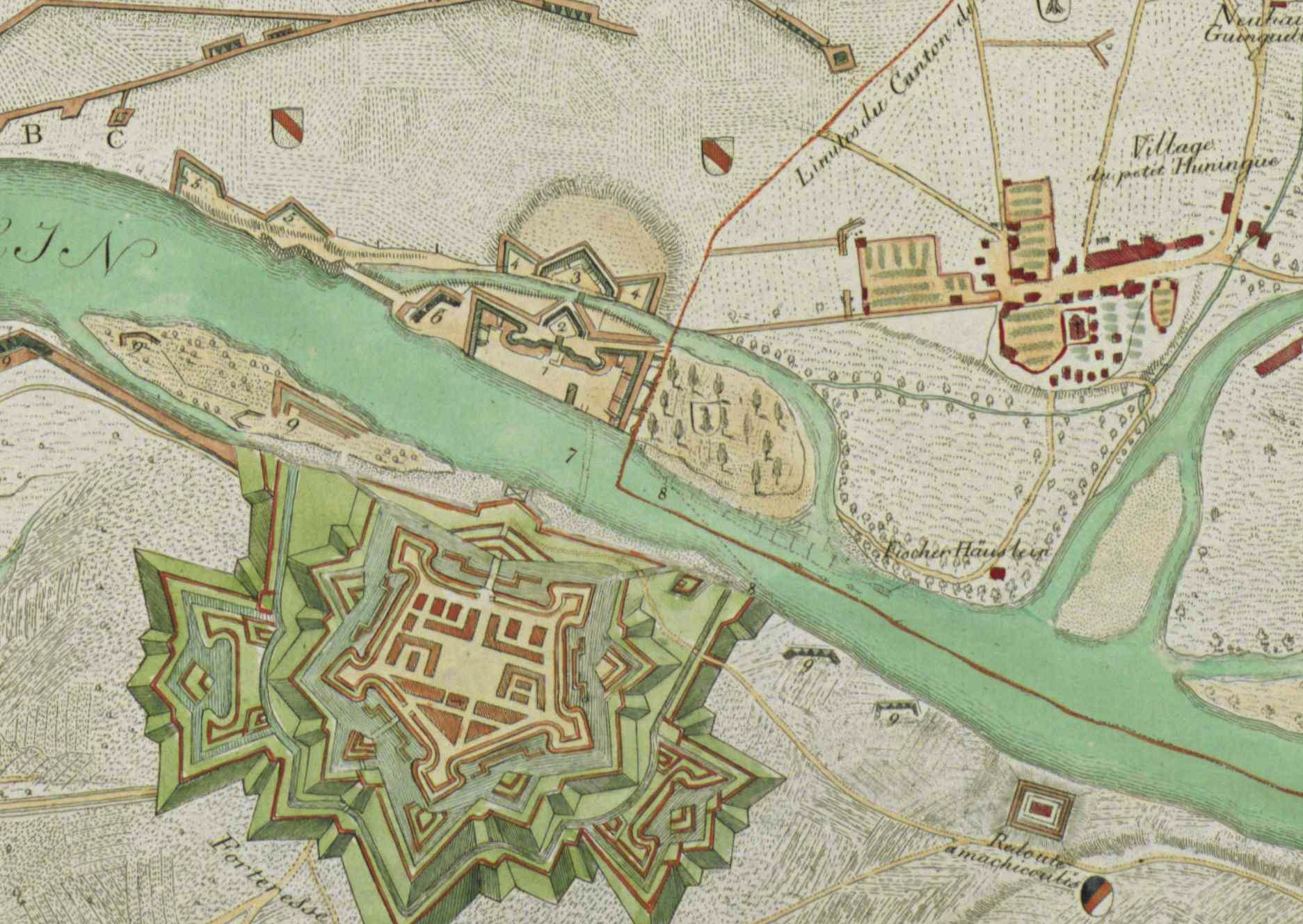
Brückenkopf Festung Hüningen 1796–1797 und die ehemalige „Schusterinsel“ bei Kleinhüningen
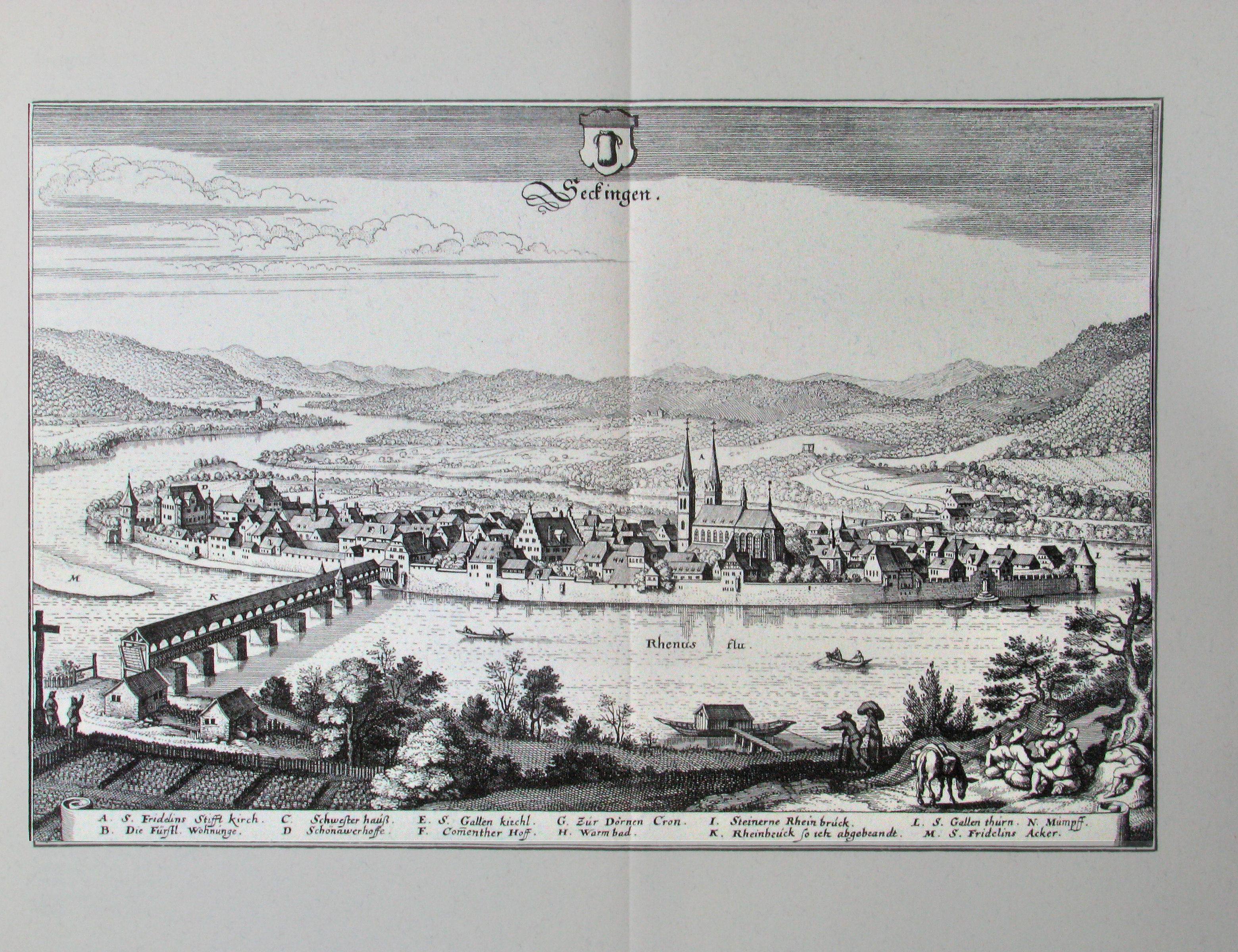
Altstadt Säckingens mit dem Damenstift Säckingen vom Rhein umflossen, Kupferstich aus Topographia Alsatiae, Matthäus Merian

| Name                            | Rhein-km | Rheinseite | Uferverbindung | Fläche | Verlandet/Jahr |
| ------------------------------- | -------- | ---------- | -------------- | ------ | -------------- |
| Altstadt Säckingen              | km       | r          | Brücke         |        | Mittelalter    |
| Schusterinsel bei Kleinhüningen | km       | r          | Brücke         |        | Neuzeit        |
| Ceylon                          | 383      | r          |                |        | nach 1800      |
| Volmerswerth Düsseldorf         | 734      | r          |                |        |                |